# Palicourea tenerior
Espèce
Synonymes
Selon Tropicos (29 mai 2024)
- Cephaelis microcephala Miq.
- Nonatelia officinalis Aubl.
- Oribasia officinalis (Aubl.) J.F. Gmel.
- Palicourea hassleriana Chodat
- Palicourea swartziana Borhidi
- Patabea tenerior Cham. - Basionyme
- Psychotria barbiflora var. amazonica Müll. Arg.
- Psychotria erythrophylla Müll. Arg.
- Psychotria hoffmannseggiana var. erythrophylla (Müll. Arg.) Steyerm.
- Psychotria involucrata Sw.
- Psychotria microcephala Miq.
- Psychotria officinalis (Aubl.) Raeusch. ex Sandwith
- Psychotria officinalis (Aubl.) Raeusch.
- Psychotria officinalis subsp. wilhelminensis Steyerm.
- Psychotria tenerior (Cham.) Müll. Arg.
- Psychotria villosa Vell.
- Uragoga tenerior (Cham.) Kuntze

Selon GBIF (29 mai 2024)
- Cephaelis microcephala Miq.
- Cephaelis tenuis D.Dietr.
- Nonatelia officinalis Aubl.
- Oribasia officinalis (Aubl.) J.F.Gmel.
- Palicourea hassleriana Chodat
- Palicourea officinalis (Aubl.) A.Rich.
- Palicourea swartziana Borhidi
- Patabea tenerior Cham. - Basionyme
- Psychotria barbiflora var. amazonica Müll.Arg.
- Psychotria barbiflora var. minor Müll.Arg.
- Psychotria erythrophylla Müll.Arg.
- Psychotria hassleriana (Chodat) Standl.
- Psychotria hassleriana (Chodat) Standl. ex Bernardi
- Psychotria hoffmannseggiana var. erythrophylla (Müll.Arg.) Steyerm.
- Psychotria involucrata Sw.
- Psychotria involucrata Willd.
- Psychotria mesomorpha Müll.Arg.
- Psychotria microcephala Miq.
- Psychotria officinalis (Aubl.) Raeusch.
- Psychotria officinalis (Aubl.) Raeusch. ex Sandwith
- Psychotria officinalis subsp. officinalis
- Psychotria officinalis subsp. wilhelminensis Steyerm.
- Psychotria tenerior (Cham.) Müll.Arg.
- Psychotria villosa Vell.
- Uragoga erythrophylla (Müll.Arg.) Kuntze
- Uragoga mesomorpha (Müll.Arg.) Kuntze
- Uragoga officinalis (Aubl.) Baill.
- Uragoga tenerior (Cham.) Kuntze

Palicourea tenerior est une espèce d'arbuste d'Amérique du sud, appartenant à la famille des Rubiaceae.

## Description
Palicourea tenerior est un sous-arbrisseau ou arbuste, pubérulent à glabre, atteignant jusqu'à 1 m de haut.
Les feuilles mesurent 4-14 × 1,2-3,5 cm, avec des pétioles longs de 2-6 mm.
Les stipules sont persistantes, réunies autour de la tige, en une gaine longue de 1,5-2 mm, et 2 lobes par côté, de forme étroitement triangulaires, longs de 1-2 mm.
Les inflorescences sont terminales, corymbiformes, avec un pédoncule long de 1,3-5 cm, une portion ramifiée mesurant 0,5-1,5 × 1-4 cm, les bractées florales longues de 4-9 mm, apparemment vertes.
Les fleurs sont sessiles, avec le limbe du calice long d'environ 0,4 mm, denté.
La corolle est blanche, avec un tube long d'environ 3,5 mm, des lobes longs d'environ 1 mm.
Le fruit est ellipsoïde, pourpre, mesurant environ 2,5 × 3,5 mm, contenant 2 pyrènes, avec une fissure ventrale longitudinale centrale, et dorsalement strié.

En 1953, Lemée en propose la description suivante de Palicourea tenerior :

« [Psychotria] officinalis Raeusch , (Nonatelia o. Aublet), Petit arbrisseau bientôt glabre ; feuilles de 0,06-0,07 sur 12-32 mm., elliptiques ou lancéolées acuminées, aiguës ou presque à la base, subcoriaces, glabres en dessus, un peu pubérulentes en dessous sur les nervures, avec environ 6 paires de nervures, gaine stipulaire à 2 courtes dents. glabre sur les 2 faces ; infloresceuees en corymbes ou ombelles, pédonculées ; fleurs sessiles en faisceaux pauciflores au sommet des ramifications et munis d'une seule bractée; celle-ci longue de 8 mm., bractéoles 0, calice campanulé pubescent en dehors, corolle blanche pubescente en dehors, à tube de 6 mm. et lobes de 1 et demi ; drupe globuleuse à diamètre de 3 mm., à noyaux subanguleux. - Saint-Jean, Charvein, crique Coswine (R. Benoist); herbier Lemée : camp de l'Orapu, Charvein. »

— Albert Lemée, 1953.

## Répartition
Palicourea tenerior est présent de la Colombie au Brésil, en passant par le Venezuela (Bolívar : bassin du Río Cuyuní, Río Yuruaní supérieur, Amazonas : bassin du Río Negro), le Guyana, le Suriname, et la Guyane.

## Écologie
Palicourea tenerior pousse dans les forêts de plaine et de montagne, à 100-600 m d'altitude.
Palicourea tenerior est pollinisé par des abeilles autochtones.

## Usage
En 1827, Descourtilz considère Palicourea tenerior comme un "Béchique incisif" et rapporte ceci :

« ANALYSE CHIMIQUE. Toute la plante fournit une fécule verte, soluble dans l'alcool; une matière extractive un peu mordante ; une partie fibreuse ; un sel végétal à base de chaux. Les fruits contiennent du mucilage sucré, légèrement acide.
PRORPIÉTÉS MÉDICINALES. Toute la plante est en usage, soit en infusion ou en décoction. Elle est pectorale incisive, et les Créoles l'appellent azier à l'asthme, à cause des bons effets qu'ils ont éprouvés de son usage pour le soulagement et la guérison de cette maladie. On lui reconnaît en outre des propriétés apéritives, vulnéraires et détersives.
MODE D’ADMINISTRATION. La dose est d’une poignée pour une livre de décoction. On prépare l'extrait, la conserve et le sirop des fleurs et des feuilles. Le sirop surtout est excellent pour l'asthme, La dose du sirop est d’une once, et celle de l'extrait de demi-once. »

— M. E. Descourtilz, 1827.
Sa phytochimie et sa toxicité ont été étudiées,.

## Protologue

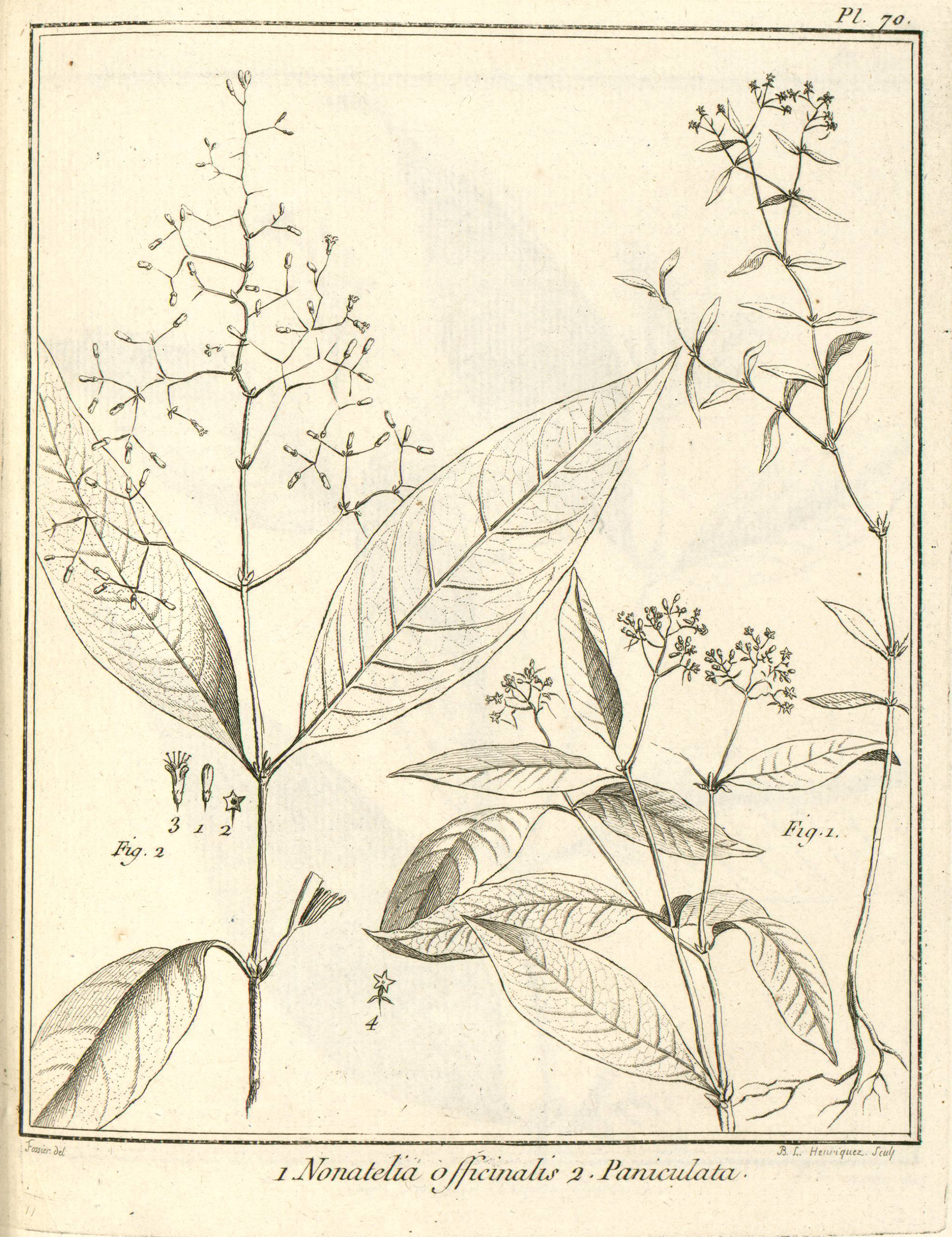
planche 70 par Aublet (1775)
Fig. 1. : Nonatelia officinalis (= Palicourea tenerior) - La branche qu'on a représentée de cette plante eſt de grandeur naturelle.
Fig. 2. : Nonatelia paniculata (=Palicourea aubletii) 1. Bouton de fleur. - 2. Calice. - 3. Fleur épanouie. - 4. Calice garni de deux écailles.

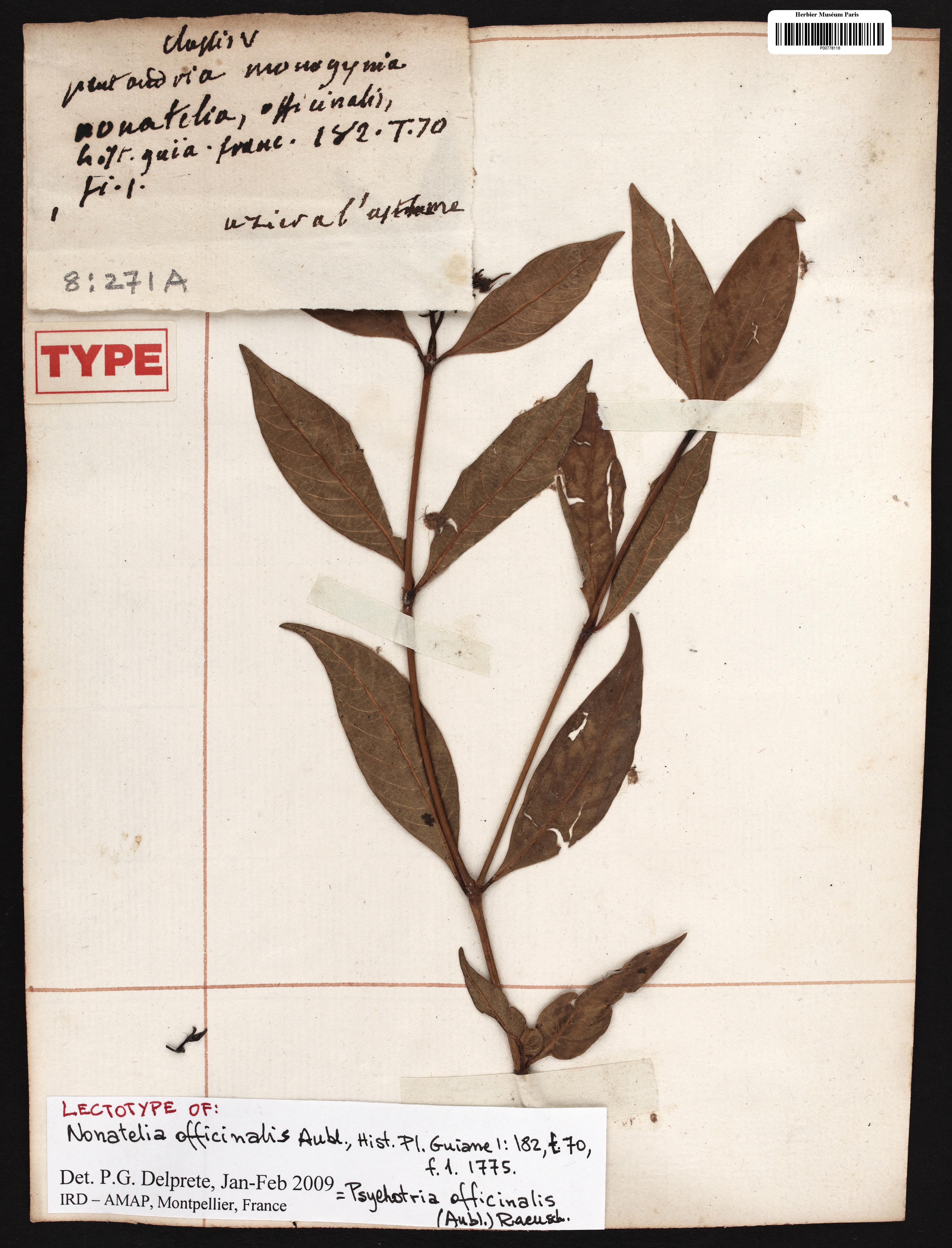
échantillon type de Nonatelia officinalis (syn. Palicourea tenerior) collecté par Aublet en Guyane

En 1775, le botaniste Aublet a premièrement décrit Palicourea tenerior sous le nom de Nonatelia officinalis et en a proposé le protologue suivant : 

« 1. NONATELIA (officinalis) foliis ovatis ; acutis ; calicis invocro triphyllo. {Tabula 70. Fig. 1.)
Planta perennis bi & tri-pedalis, Caulis nodoſus, ramoſus. Folia oppoſita, glabra ; ovato-lanceolata, integerrima, ſubſeſſilia, baſi periolorum connexa vaginæ brevi, amplexicauli, quadridentatæ ; denticulis longis, acutis. Flores corymboſi, terminales. Pedunculi communes, pedunculi partiales, tribus ſquamulis rigidis, acutis, muniuntur. Involucrum calicis trifidum.
Corolla alba. Bacca nigra, ſphaerica, decem ſtriata.
Tota planta contuſa, vel ſicca, levem odorem aromaticum exhalat.
Florebat & fructum ferebat Auguſto.
Habitat Caïennæ in locis ſterilibus.
Nomen Caribæum NONOATELI.

L'AZIER à l’aſthme. (PLANCHE 70.)
La racine de cette plante eſt dure, fibreuſe & rameuſe. Elle pouſſe une tige ligneuſe, cylindrique, branchue & rameuſe, haute de deux ou trois pieds ſur quatre ou cinq lignes de diamètre. La tige, les branches & les rameaux ſont noueux, & garnis a chaque nœud de deux feuilles oppoſées, & diſpoſées en croix. Elles ſont entières, liſſes, vertes, ovales, fermés, minces & terminées par une longue pointe ; leur pédicule eſt court, & attaché à une gaîne qui entoure chaque nœud : cette gaîne eſt terminée par quatre pointes ; il y en a deux à l'oppoſé de chaque feuille.
Les fleurs naiſſent à l'extrémité des rameaux, ramaſſées en bouquet entre trois longues écailles.
Le calice eſt d'une ſeule pièce diviſé en ſon limbe en cinq ou ſix parties étroites, aiguës ; il eſt garni à ſa baſe de trois petites écailles.
La corolle eſt monopétale ; ſon tube eſt très court ; ſon pavillon eſt partagé en cinq lobes blancs. Elle eſt attachée autour d'un petit diſque ſur l'ovaire.
Les étamines ſont au nombre de cinq, placées ſur la paroi interne du tube au deſſous des divisions de la corolle. Leurs filets ſont grêles. Les anthères ſont oblongues & à deux bourſes.
Le piſtil eſt un ovaire arrondi, renfermé dans le calice avec lequel il fait corps. Il eſt couvert d'un diſque formé par cinq glandes jaunes, du centre deſquelles s'élève un style blanc qui ſe partage à ſon ſommet en deux filets terminés par un stigmate obtus.
L'ovaire conjointement avec le calice devient une baie noire à dix canelures de la groſſeur d'une groſeille rouge: Elle eſt à cinq loges ſéparées par des cloiſons. Chaque loge contient un osselet blanc.
J'ai trouvé cette plante au bord des ſentiers dans les forêts de l'île de Caïenne & de la Guiane. Elle étoit en fleur & en fruit dans le mois d'Août.
Les Créoles nomment cette plante AZIER-A-l'ASTHME à cauſe des bons effets qu'ils ont reconnus dans l'uſage de l'infuſion des feuilles, pour le ſoulagement & la gueriſon de cette maladie.
Elle eſt nommée NONOATELI par les Galibis. »

— Fusée-Aublet, 1775.